# Phaonantho benevola
Phaonantho benevola är en tvåvingeart som beskrevs av Márcia Souto Couri 1979. Phaonantho benevola ingår i släktet Phaonantho och familjen blomsterflugor. Inga underarter finns listade i Catalogue of Life.